# خادم آل غازي
خادم بن غازي العباسي الهاشمي أحد رؤساء قبائل بني حسن وشيخ آل العباس في الفرات الأوسط، وسط العراق، اشترك في حرب العراق عام 1914م، وأبلى أحسن البلاء، وفي ثورة العشرين قاد عشيرته للسيطرة على العباسية وشارك في معارك الكوفة والشامية. وصفه علي الوردي بأنه المشعل الأول لشرارة ثورة العشرين في الفرات الأوسط.
جاء في تقرير الإدارة البريطانية عام 1918م عنه:

## نسبه
هو خادم بن غازي بن عبهول بن صبار بن عباس بن خليل بن الأمير عباس الكبير بن إبراهيم بن علي بن إبراهيم بن محمد بن أحمد بن الخليفة محمد المتوكل على الله الثالث.

## ثورة العشرين

### قبل الثورة
لعب خادم آل غازي دورًا كبيرًا في إشعال ثورة العشرين حيث كان زعيمًا لمنطقة هور الدخن ورئيسًا على قبائلها، حيث حاول الإنجليز بث الشقاق في صفوف عشيرته لإضعافها، فبذلوا الأموال لتحريض خادم آل غازي للثورة على ابن عمه علوان الحاج سعدون، زعيم بني حسن في لواء الحلة وبلغت جرأتهم إلى حد أن عقد اجتماع حضره الميجر نوربري والكابتن (كانة) في هور الدخن لإقناع الشيخ خادم الغازي إلا إنه رفض كل اغراءاتهم.
بُعَيد انطلاق ثورة العشرين عقدت عشائر الجنوب اجتماعًا للتباحث حول مشاركتهم في الثورة من عدمها وما العديد منهم الى التخلي عن الثورة لكن خادم آل غازي انتفض فيهم قائلًا:
«إننا تعاهدنا وتحالفنا أمام آية الله الشيرازي وفي مرقد الامام الحسين عليه السلام أن نبذل كل ما في وسعنا في سبيل قضية بلادنا وأن يكاتف بعضنا البعض ويشد بعضنا أزر الأخر».
وأضاف:
«فعليه إن الكابتن مين يجب أن يخرج من الشامية من رضاه أو بالقوة، وأنا أول واحد يحاربه منذ الساعة إن لم يخرج».

### بداية الثورة
بعد انتهاء الاجتماع مباشرةً، ذهب خادم آل غازي مع عدد من جنوده الى الحامية البريطانية في أبوشورة، وسيطروا عليها نهبوا كل ما فيها من سلاح. وكانت هذه الشرارة التي بدأت بها ثورة العشرين بحسب المؤرخ علي الوردي. ثم تمركز خادم في ابوشورة لاتخاذها نقطة انطلاق للتوجه لتحرير الكوفة.

### إعتقاله
بعد فشل الثورة اعتقل ومن معه من شيوخ وأعيان وأودعوا في سجن الحلة المركزي ولم يفرج عنهم إلا عند إعلان العفو العام في 30 أيار/ مايو 1920 وكان ضمن المعتقلين رجل الدين هبة الله الشهرستاني والذي نظم قصيدة ذكر فيها أسماء المعتقلين ومنهم خادم آل غازي:
ثم يقول: